# باول ميشيل
باول ميشيل (بالألمانية: Paul Michel)‏ هو لاعب شطرنج ألماني، ولد في 27 ديسمبر 1905 في آلتسناو اين اونترفرانكن في ألمانيا، وتوفي في 14 سبتمبر 1977 في لابلاتا في الأرجنتين.

## وصلات خارجية
- باول ميشيل على موقع مباريات الشطرنج (الإنجليزية)
- باول ميشيل على موقع 365Chess.com (الإنجليزية)
- باول ميشيل على موقع Chesstempo.com (الإنجليزية)
- باول ميشيل سجل أولمبياد الشطرنج على موقع OlimpBase.org (الإنجليزية)